# A Beat for You
"Pseudo Echo"의 곡인 A Beat for You는 1984년 4월에 데뷔 스튜디오 앨범인 'Autumnal Park'(1984)의 두 번째 싱글로 발매되었다. 이 곡은 호주의 Kent Music Report에서 12위를 기록했다.
이 곡의 약간 업데이트된 버전은 해당 그룹의 후속 앨범 'Love an Adventure'의 북미 판에서 리드 트랙으로 나왔다. AllMusic은 이 버전에 대해 "피에르 지글리오티와 제임스 리의 신디사이저 벽을 단단한 록 리프가 뚫고 나온다. 보컬리스트 브라이언 캔햄은 다크하고 에로틱한 목소리를 가졌는데, 이는 뉴 웨이브 그룹들만이 가진 것처럼 보인다. 심플 마인즈의 짐 커와 미지 유어의 중간쯤을 상상해보라"고 설명했다.

## 트랙 목록
7" (EMI-1252)
- A면 "당신을 위한 비트" – 3:43
- B면 "가을 공원" – 4:10

12인치 (EMI – ED 81)
- A면 "A Beat for You"(확장) – 7:36
- B면 "가을 공원" – 4:10
- B면 "A Beat for You" (싱글) – 3:43